# پلیکارپا سالاواریتا
پُـلیکارپا سالاواریتا (اسپانیایی: Policarpa Salavarrieta‎؛ ‏ ۲۶ ژانویهٔ ۱۷۹۵–۱۴ نوامبر ۱۸۱۷) اهل کلمبیا بود.
پلیکارپا سالاواریتا، همچنین معروف به پُـلا، یک خیاط کلمبیایی بود که، در خلال تسخیر آمریکای جنوبی توسط امپراتوری اسپانیا، برای نیروهای انقلابی جاسوسی می‌کرد. او توسط سلطنت‌طلبان اسپانیایی دستگیر شد و در نهایت به جرم خیانت بزرگ اعدام شد. در کلمبیا روز زن در سالگرد مرگ او گرامی داشته می‌شود. او را اکنون قهرمان استقلال کلمبیا می‌دانند.

## محل و تاریخ تولد
تاریخ و محل تولد پُلا نیز به دلیل عدم وجود اسناد قانونی تحت حدس و گمان است. نسخه رایج این است که او بین سال‌های ۱۷۹۰ و ۱۷۹۶ در شهر گوادواس، در استان کوندینامارکا به دنیا آمد. با این وجود رافائل پومبو شاعر کلمبیایی تأیید کرد که او در ماریکیتا به دنیا آمده‌است، در حالی که خوزه کایسیدو روخاس محل تولد اورا دربوگوتا می‌داند.

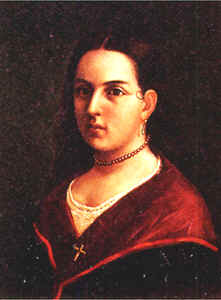
پلیکارپا (نقاشی آبرنگ)

## سال‌های اولیه زندگی
خانواده پلیکارپا بدون اینکه عنوانی داشته باشند یا از طبقه ایدالگو باشند، ظاهراً با توجه به خانه دوران کودکی او در گوآدواس که اکنون موزه است، قابل احترام و ثروتمند بودند. خانواده سالاواریتا ریوس بین سال‌های ۱۷۹۶–۱۷۹۸ به بوگوتا نقل مکان کردند و در خانه‌ای کوچک در سانتا باربارا زندگی می‌کردند.
در سال ۱۸۰۲ یک اپیدمی آبله در پایتخت شیوع یافت و هزاران نفر از جمله پدر، مادر، برادر پلیکارپا ادواردو و خواهرش ماریا ایگناسیا کشته شدند. پس از این فاجعه، خانواده از هم پاشید: خوزه ماریا و مانوئل به فرقه آگوستینان پیوستند، رامون و فرانسیسکو آنتونیو به تنا سفر کردند و در آنجا کاری در یک مزرعه پیدا کردند. کاتارینا، بزرگ‌ترین کودک بازمانده، در حدود سال ۱۸۰۴ تصمیم گرفت به گوآدواس برگردد و خواهر و برادر کوچک‌ترش پلیکارپا و بیبیانو را با خود ببرد. آن‌ها در خانه‌های مادرخوانده‌شان مارگاریتا بلتران و عمه‌شان مانوئلا زندگی می‌کردند تا اینکه کاتارینا با دومینگو گارسیا ازدواج کرد و دوباره دو خواهر و برادرش را با خود برد.
در آن زمان گوآدواس ایستگاه استراحت اصلی در مهم‌ترین جاده از در گرانادای جدید بود. اینجا منطقه‌ای بود از بوگوتا تا رودخانه ماگدالنا که با شمال کشور و با دریای کارائیب ارتباط برقرار می‌کرد: افراد مختلف، سربازان، اشراف، صنعتگران، کشاورزان، شورشیان، اسپانیایی‌ها و اهالی گرنادا از همه اقشار از آنجا عبور می‌کردند و به این ترتیب گوآدواس به مرکز تجارت و همچنین نشر اخبار و اطلاعات تبدیل شده بود. در طول جنگ، خانواده پلیکارپا در جبهه انقلابی شرکت داشتند: برادر شوهرش، دومینگو گارسیا، در جنوب، در نبردی که برادر پلیکارپا هم در آن شرکت داشت، در کنار آنتونیو نارینو جنگید و جان باخت.

## فعالیت سیاسی
پلیکارپا فعالیت سیاسی‌اش را بعد از سال ۱۸۱۰ آغاز کرد. او در سال ۱۸۱۷ به بوگوتا بازگشت و فعالانه در مسائل سیاسی شرکت می‌کرد. در آن زمان سلطنت‌طلبان در بوگوتا قدرت داشتند و اکثر جمعیت آن سلطنتی‌های اسپانیایی موافق با حاکمیت پابلو موریلو ژنرال اسپانیایی بودند. ورود و خروج از شهر بسیار دشوار بود. . پلیکارپا و برادرش بیبیانو با مدارک جعلی و معرفی نامه‌ای که توسط آمبروزیو آلمیدا و خوزه رودریگز، دو رهبر انقلاب نوشته شده بود، وارد پایتخت شدند. به توصیه آنها او و برادرش در خانه آندریا ریکاورته و لوزانو در پوش خدمتکار ماندند. در واقع، خانه آندریا ریکاورته مرکز جمع‌آوری اطلاعات و مقاومت در پایتخت بود.

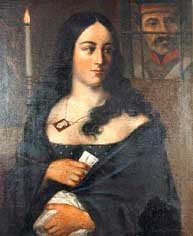
لاپو. لا قبل از دستگیری

## دستگیری
عملیات پلیکارپا بدون هیچ مشکلی انجام شد تا اینکه برادران آلمیدا، در حین انتقال اطلاعات به شورشیان خارج از بوگوتا، دستگیر شدند. اطلاعات آنها به‌طور مستقیم پُلا را به انقلاب مرتبط می‌کرد. برادران آلمیدا و پُلا در کمک به سربازان برای ترک ارتش سلطنتی و پیوستن به انقلاب، و همچنین  انتقال سلاح، مهمات و تدارکات برای شورشیان نقش داشتند. پُلا قبل ار این نیز زمانی که، در سپتامبر همان سال، آلمیداها دستگیر شده و در زندان بودند به فرار آنها و پناه جستن در شهر ماچتا کمک کرده بود.
آلخو ساباراین درحالی‌که تلاش می‌کرد به کاساناره فرار کند دستگیر شد، این واقعه به سلطنت‌طلبان اجازه داد پُلا را دستگیر کنند. آلخو با فهرستی از سلطنت‌طلبان که پلیکارپا به او داده بود دستگیر شد. پلیکارپا سالاواریتا و برادرش بیبیانو هر دو در یک محل دستگیر شدند و به دانشگاه شهر روزاریو، که به یک زندان موقت تبدیل شده بود، منتقل شدند.

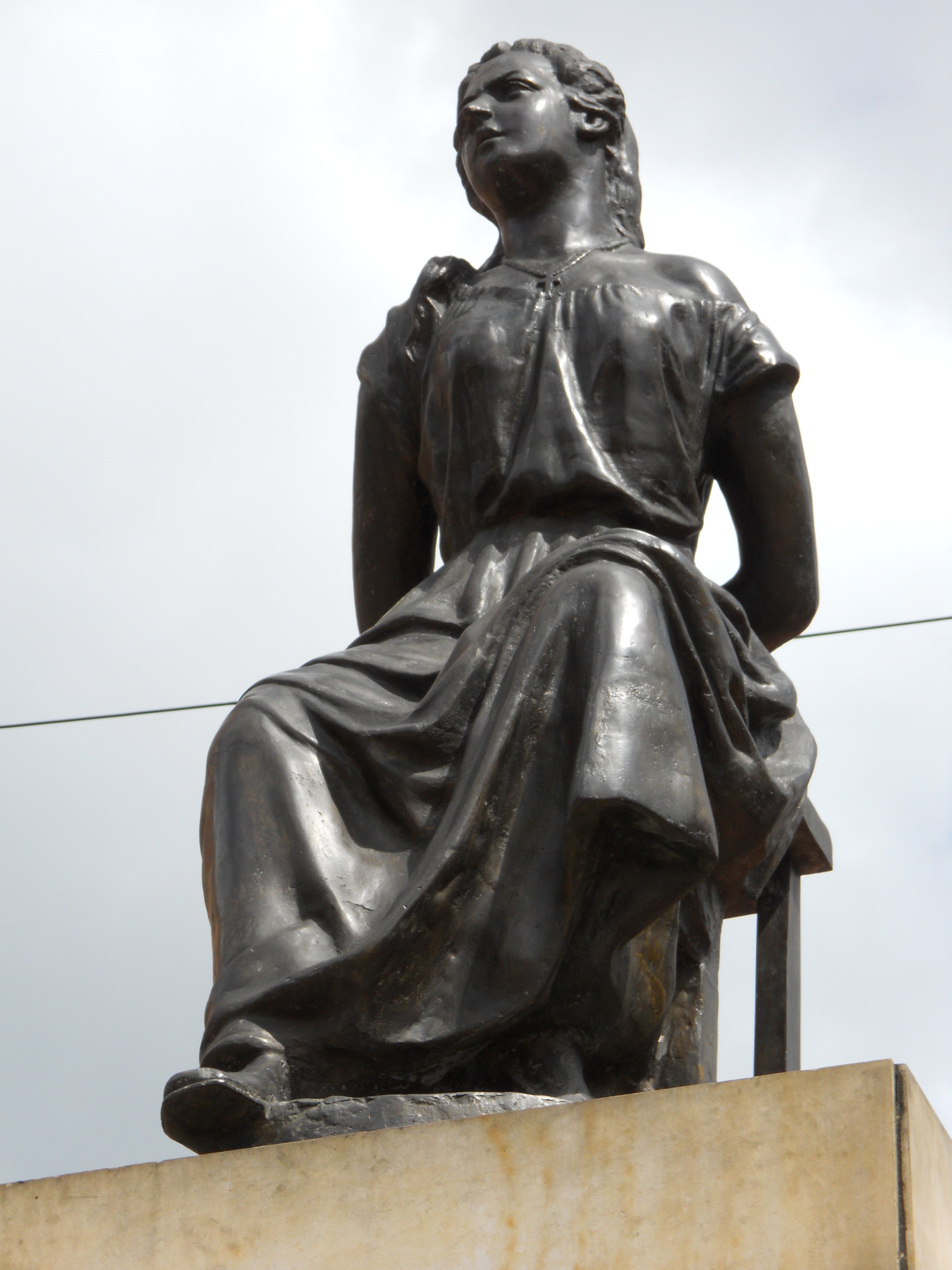
مجسمه پُلا در بوگوتا، ساخته شده در ۱۹۱۰

## اعدام
در ۱۰ نوامبر پلیکارپا، آلِخو و شش زندانی دیگر در شورای جنگ به اعدام محکوم شدند، و صبح روز ۱۴ نوامبر ۱۸۱۷ در برابر جوخه تیرباران قرار گرفتند.
شب قبل از اعدام پلیکارپا مرتب علیه اشغالگران اسپانیایی می‌گفت و هنگامی‌که تشنگی او را درگرفت نگهبانی برای او آب آورد. پلیکارپا لیوان آب را به‌طرف نگهبانان پرتاب کرد و فریاد زد «من حتی یک لیوان آب را از دشمنانم نمی‌پذیرم!» در زمان اعدام هم، پلیکارپا به جای تکرار دعاهای کشیشی که او را همراهی می‌کرد، اسپانیایی‌ها را نفرین کرد و شکست آن‌ها را در انقلاب آینده پیش‌بینی کرد.

## بزرگداشت

### روز زن در کلمبیا
در ۸ نوامبر ۱۹۶۷، قانون ۴۴ توسط کنگره جمهوری کلمبیا به تصویب رسید و توسط رئیس‌جمهور کارلوس یراس رسترپو امضا شد، که در ماده دوم خود روز ۱۴ نوامبر را به افتخار سالگرد مرگ «قهرمان ما، پلیکارپا سالاواریتا» روز زن کلمبیا اعلام کرد.

### پول کلمبیا
در طول سال‌ها تصویر پلیکارپا سالاواریتا بارها بر روی پول رسمی کلمبیا به تصویر کشیده شده‌است. در حالی‌که بسیاری از چهره‌های زن مشهور یا اسطوره‌ای نیز ظاهر شده‌اند، پرترهٔ پلیکارپا برای مدتی طولانی تنها تصویری بود که از یک شخصیت تاریخی زن واقعی استفاده شده بود. . تصاویر دیگر عبارتند از: لیدی لیبرتی؛ عدالت؛ یک زن بومی آمریکایی ناشناخته که نماینده همه مردمان بومی در کلمبیا است. اخیراً ماریا، یک شخصیت ساختگی در یک رمان خورخه آیزاک که با همان نام تصویر شده‌است. در حال حاضر اسکناس هزار پزویی با تصویر پلیکارپا هنوز در گردش است.

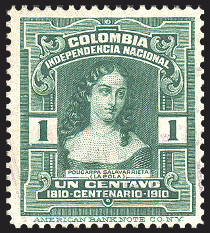
تمبر یادبود ۱۹۱۰ (میلادی)

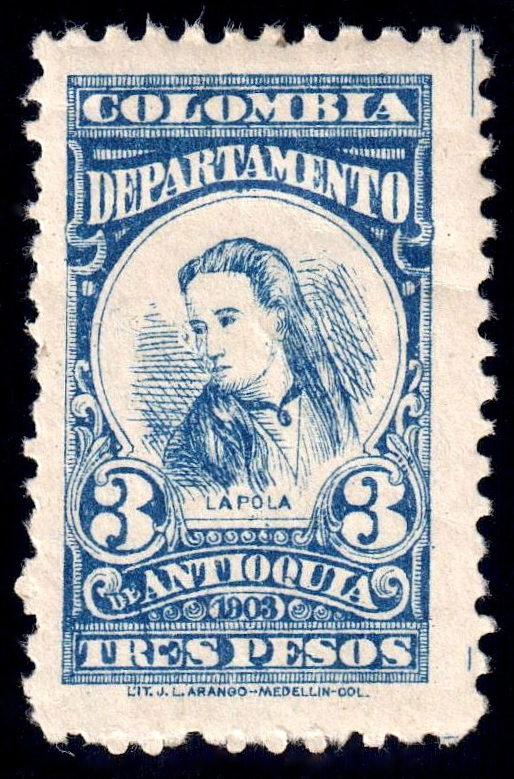
تمبر ۳ پزویی آنتیوکیا (۴–۱۹۰۳)

### تمبر پستی
در سال ۱۹۱۰ برای بزرگداشت صدمین سالگرد استقلال کلمبیا، دولت کلمبیا یک سری تمبر منتشر کرد که تصاویر برخی از قهرمانان استقلال از جمله پلیکارپا سالاواریتا، سیمون بولیوار، فرانسیسکو د پائولا سانتاندر، کامیلو تورس تنریو و دیگران را نشان می‌داد. در سال‌های ۱۹۰۳ و ۱۹۰۴، آنتیوکیا یک تمبر آبی ۳ پزویی منتشر کرد که لاپولا را نشان می‌داد (کاتالوگ اسکات، Antioquia شماره ۱۵۴).

## در فرهنگ مردم
در سال ۲۰۱۰، کارولینا رامیرز نقش سالاوریتا را در مجموعه تلویزیونی با عنوان پُلا در کانال تلویزیونی RCN کلمبیا بازی کرد. این مجموعه، که به مناسبت دویستمین سالگرد کلمبیا ساخته شده بود، به عنوان یکی از بهترین تله‌نوول‌های کلمبیایی و اسپانیایی سال ۲۰۱۰ مورد تحسین مردم قرار گرفت.